# 横浜・淡路ロマンスポルノ'08 〜10イヤーズ ギフト〜 LIVE IN AWAJISHIMA
『横浜・淡路ロマンスポルノ'08 〜10イヤーズ ギフト〜 LIVE IN AWAJISHIMA』（よこはま・あわじロマンスポルノ'08 〜10イヤーズ ギフト〜 ライブ イン アワジシマ）は、ポルノグラフィティの9作目のライブビデオ。DVD版は2009年1月28日、Blu-ray版は2011年12月21日に発売。制作・発売元はSME Records、ソニー・ミュージックディストリビューションより販売（DVD：SEBL-98〜99、Blu-ray：SEXL-9）。

## 概要
- 2008年9月に、横浜スタジアム（6日、7日）と淡路島国営明石海峡公園「芝生広場」（14日、15日）で行われたライブ『10th Anniversary Project 『開会宣言LIVE』 横浜・淡路ロマンスポルノ'08 〜10イヤーズ ギフト〜』から、14日公演の模様を収録。
- 特典映像として、9月7日に行われた伝説の豪雨ライブの映像も収録。
- 2011年12月21日にBlu-ray化された。Blu-ray版はDisc枚数が一枚になっている。

初回仕様（DVDのみ）
メタルスリーブ＆デジパック仕様。
「10イヤーズ ギフト券」（ネットコンテンツの視聴パスワード）封入

## 収録内容

### DISC-1
1. Opening 〜 ライオン
収録されていないが開演前には、CGによるナビゲート・キャラクター、ポルノ工務店のツチキコージ（漢字で書くと「土木工事」）が登場していた。
会場に機械音のようなSEが流れて、1999年のデビューシングル「アポロ」から2008年の最新作（当時）「ギフト」までのシングル・アルバム・DVD全45作品のジャケットがリリース順にモニターに映し出されてゆく。
映像の最後『音楽（ギフト）』のメッセージとともに岡野・新藤が登場。岡野の一声とともに他のメンバーも登場し演奏が始まる。
2. 痛い立ち位置
24thシングル。1番で歌詞が飛ぶ。
3. ヒトリノ夜
2ndシングル。2006年の『横浜ロマンスポルノ'06』以来の演奏。
4. ポストマン
このライブの公演時で最新の25thシングル『ギフト』のカップリング曲。演奏終了後にMCとなり、ここでライブのMCで定番の「わしらがポルノグラフィティじゃ」が入る。
5. ベアーズ
2007年リリースの7作目のオリジナルアルバム『ポルノグラフィティ』の収録曲。
この曲から「過去のライブツアーで本編の最後に演奏された曲を、最新のツアーから遡って演奏していく」というコンセプトに基づいてセットリストが展開され、各曲のイントロでは当時のライブ写真とツアーロゴが映し出される映像が流れる。
この曲は『9th LIVE CIRCUIT "ポルノグラフィティがやってきた"』からの演奏だが、同ツアーでは演奏順がそれぞれ逆の2パターンが存在したため、この曲が最初に演奏されることもあった。
6. グラヴィティ
2006年リリースの6作目のオリジナルアルバム『m-CABI』の収録曲。『8th LIVE CIRCUIT "OPEN MUSIC CABINET"』より。
「テンポが同じ」という理由から次曲「We Love Us」と繋がっている[1]。
7. We Love Us
2005年リリースの5作目のオリジナルアルバム『THUMPχ』の収録曲。『7th LIVE CIRCUIT "SWITCH"』より。
ギターソロが変更されている。
8. 愛が呼ぶほうへ
2003年リリースの14thのシングル。『6th LIVE CIRCUIT "74ers"』より。
1番ではアコースティック・ギターに持ち替えた新藤のギターソロで演奏され、2番からバンド演奏が加わる。
9. 幸せについて本気出して考えてみた
2002年リリースの8thのシングル。『5th LIVE CIRCUIT "BITTER SWEET MUSIC BIZ"』より。
「ベアーズ」の項に記したコンセプトによる展開はここでいったん中断される。
演奏終了後にMCが入り、「島出身」をテーマとした岡野と新藤のやり取りが展開される。
10. 農夫と赤いスカーフ
夕焼けの空を望みながらの演奏。
横浜公演の際は代わりに「横浜リリー」が演奏された。
演奏終了後、会場中央に設置されたステージにメンバーが移動。
11. アゲハ蝶
6thシングル。暮れて暗くなってゆく空を背景に、配置された炎に囲まれての演奏。昭仁、晴一（アコースティックギター）、NAOTO（ヴァイオリン）を除くメンバー全員[2]によるパーカッション演奏により、フォルクローレ（ラテン）色が全面に打ち出されている。ライブ後、フジテレビ系『僕らの音楽』に出演した際にはこのアレンジにアコーディオニストのcobaの演奏を加えたアレンジで披露された。
間奏部分では、パーカッションによるセッションの後、岡野のコーラス、新藤のギター、NAOTOのストリングスが加わり、それに合わせて観客とともに合唱。
岡野を残し、メンバーはメインステージに戻る。
12. カルマの坂
1番は岡野のソロ・ヴォーカルで歌われ、2番からバンド演奏が加わる。
アウトロに入ると同時に岡野がメインステージに移動。
13. ヴォイス
7thシングル。「ベアーズ」の項に記したコンセプトでの演奏を再開。
『4th LIVE CIRCUIT "Cupid(is painted blind)"』からの演奏。実際の本編ラストは「オレ、天使」のアレンジ曲「オレ、Cupid」（CD未収録）であったため1曲前の「ヴォイス」が選ばれた。
演奏終了後、MC。
14. Report 21
『3rd LIVE CIRCUIT "ジャパンツアー"』より。
イントロは岡野と新藤によるギターセッションで始まり、徐々にベース、ドラムスが加わり、最初にサビを歌ってからCD同様の演奏が始まる。
途中、晴一には演奏ミスが見られる。
15. ミュージック・アワー
3rdシングル。『2nd LIVE CIRCUIT "D4-33-4"』より。
ver. 164をベースに演奏。サビ部分ではver. 165以来、おなじみとなった"変な踊り"を観客とともに展開し、終盤には"阿波踊りのような相の手"を交えて演奏。
16. Heart Beat
パーカッションのソロからはじまるラテンアレンジのイントロが追加されている。
『1st LIVE CIRCUIT "Tour 08452 〜Welcome to my heart〜"』の本編ラストを飾ったこの曲を以て先述のコンセプトに基づいた展開は終了する。
17. リンク
22ndシングル。イントロでは、3m以上のファイアーバナーの炎が立て続けに噴き上がる。その後も、サビのメロディと間奏が演奏されるたびに噴き上がる。
18. メリッサ
12thシングル。前の曲「リンク」からの音を残しながら、岡野の「ねぎ坊（根岸孝旨）」の声で、根岸が前に出てベースを演奏することで始まり、同時に花火の演出。
19. 稲妻サンダー99
演奏中は、観客とともに「ジャパーン」と叫ぶ。ステージ上のモニターには、音楽に合わせてファミリーコンピュータのバイクレースゲームのような映像が映し出され、岡野は観客に向けてタオルを投げまくる。
20. ハネウマライダー
20thシングル。前回のスペシャルライブ『横浜ロマンスポルノ'06』のタイトルナンバー。
前の曲「稲妻サンダー99」の演奏中に映し出されていた映像が3D化し、ハネウマちゃんの乗るバイク音が鳴り響いたのを合図に演奏開始。
間奏部分では、カラーテープミサイルが発射される。
演奏終了後にMC
21. ギフト
同年8月20日に発売された、公演時点での最新の25thシングルであり、ツアータイトルナンバー。
演奏前とアウトロで岡野からメッセージが送られる。
演奏終了後、メンバーがステージ裏に下がる。

### DISC-2
1. Encore 〜 Love,too Death,too
満月が夜空に浮かぶ中、メンバーがステージに再登場。
登場したメンバーが着用しているTシャツには、岡野は「Sound Factory」、新藤は胸に「ポルノ」と書かれている。また、サポートメンバーのうち、NAOTO、根岸は岡野と、松永、三沢は新藤と同じものを着用している。
楽曲はライブツアー後のリリースが決定していた新曲。同年10月8日に26thシングルとして発売された。
2. アポロ
デビュー曲である1stシングル。楽曲のテーマでもある「月」の下で演奏。
3. Please say yes,yes,yes
「アポロ」の音を残して、そこからフェードインして演奏される。
演奏終了後、メンバー8人全員で挨拶
岡野と新藤を残し、サポートメンバー6人はステージ裏へ
4. ダイアリー08/06/09
ライブ当時最新の25thシングルのカップリング曲。再び、ステージ中央へ。
岡野のMCと曲紹介の後、新藤によるアコースティックギターで演奏される。演奏途中から新藤がコーラス参加、さらに観客の合唱が行われる中、クレジットが流される。
2人での演奏後、エンディングではおなじみの一言挨拶。

### 特典映像
1. "THE LEGEND" LIVE IN YOKOHAMA STADIUM 08/09/07
豪雨の中行われた横浜スタジアムでのライブ映像を収録。映像は、メジャーデビュー満9周年を迎えた2008年9月7日公演の模様。
視聴できるのは8曲（「ベアーズ」「幸せについて本気出して考えてみた」「横浜リリー」「アゲハ蝶」「カルマの坂」「ヴォイス」「リンク」「稲妻サンダー99」）の演奏の一部。演奏時間の短い「稲妻サンダー99」だけはほぼフルコーラスである。
映像はダイジェストだが、それでも雷雨による様々な影響がライブ中に出たのがわかる。
  - 岡野が「わしらがポルノグラフィティじゃ」と言った途端、雷が鳴り、同時に機材が壊れて音が飛ぶ。
  - ステージ中央のステージに向かおうとした途端、メインステージの後に雷が落ちる。
  - 「ヴォイス」の演奏中にマイクが壊れてしまい、岡野がマイク交換をする間、代わりに観客がコーラスでつなぐ。

メンバーは後に、演奏の苦労を語るとともに「他の（ロックバンド）も野外で雷雨に見舞われるのは聴くけど、俺達含めて、これがロックバンドの宿命なのか」と零した。だが、岡野は「もう伝説のライブにしよう」とも語っている。

## 演奏参加
- ポルノグラフィティ
  - 岡野昭仁：ヴォーカル、リズムギター
  - 新藤晴一：ギター、コーラス
- サポートメンバー
  - 松永俊弥：ドラムス、パーカッション
  - 根岸孝旨：ベース、パーカッション
  - 本間昭光：キーボード、パーカッション、編曲
  - 三沢またろう：パーカッション
  - NAOTO：ヴァイオリン、キーボード
  - nang-chang：マニピュレーター、パーカッション、テルミン、タンバリン、その他全ての音源